# Герман III фон Хохштаден
Герман III фон Хохштаден (Герман Богатый; нем. Hermann III, Hermann von Hochstaden; 1055—21 ноября 1099) — церковный деятель средневековой Германии, архиепископ Кёльнский (1089—1099).

## Биография
Герман происходил из рода графов Хохштаден, его старший брат был граф Герхард I фон Хохштаден. С 1076 года он служил пробстом в нижнерейнском Ксантене. В 1085—1089 годах Герман занимал должность канцлера при императоре Священной Римской империи Генрихе IV. В 1090—1095 годах он — имперский канцлер Италии.
В 1089 году Герман стал архиепископом Кёльнским. Оставаясь верным союзником императора, он не проводил какой-либо самостоятельной политики. В церковных делах архиепископ продолжал реформаторскую политику Анно II, одного из своих предшественников, поддерживал основанный тем монастырь Зигбург и распространил действие зигбургских реформ также на аббатство Браувейлер и монастырь Гладбах в Мёнхенгладбахе. В 1094 году Герман пожаловал различные земельные владения аббатству св. Цецилии.
В 1096 году, во время прокатившихся по Рейнской области после провозглашения Первого крестового похода еврейских погромов, архиепископ Герман безуспешно пытался защитить от насилий своих иудейских подданных.
6 января 1099 года архиепископ Герман III фон Хохштаден короновал в Ахене германской королевской короной будущего императора Генриха V, сына Генриха IV.